# NGC 6046
NGC 6046 est une galaxie lenticulaire située dans la constellation d'Hercule. Sa vitesse par rapport au fond diffus cosmologique est de 4 546 ± 7 km/s, ce qui correspond à une distance de Hubble de 67,1 ± 4,7 Mpc (∼219 millions d'al). NGC 6046 a été découverte par l'astronome germano-britannique William Herschel en 1784. Cette galaxie a aussi été observée par l'astronome français Guillaume Bigourdan le 4 mai 1886 et elle a été inscrite au New General Catalogue sous la cote NGC 6028.
NGC 6046 présente une large raie HI. NGC 6046 est considéré comme un objet de Hoag, bien qu'elle présente des différences morphologiques significatives avec la galaxie découverte par Arthur Hoag. La galaxie de Hoag présente un anneau presque parfaitement circulaire d'étoiles bleues qui entoure son noyau plus ancien d'étoiles jaunes, alors que l'anneau de NGC 6046 ne contient pas de jeunes étoiles bleues, comme on peut le constater sur l'image obtenue des données du relevé SDSS. 
Selon la base de données Simbad, NGC 6028 (6046) est une galaxie LINER, c'est-à-dire une galaxie dont le noyau présente un spectre d'émission caractérisé par de larges raies d'atomes faiblement ionisés.
À ce jour, trois mesures non basées sur le décalage vers le rouge (redshift) donnent une distance de 80,100 ± 13,440 Mpc (∼261 millions d'al), ce qui est à l'intérieur des valeurs de la distance de Hubble.
NGC 6046 (6028 dans l'article) est un membre du superamas d'Hercule.